# Athelges prideauxii
Athelges prideauxii is een pissebed uit de familie Bopyridae. De wetenschappelijke naam van de soort is voor het eerst geldig gepubliceerd in 1890 door Giard & Bonnier.